# Into the Unknown (디즈니 노래)
《Into the Unknown》 또는 《숨겨진 세상》은 2019년 디즈니 영화 《겨울왕국 2》를 대상으로 이디나 멘젤과 오로라가 레코딩한 노래이다. 음악과 가사 작곡은 크리스틴 앤더슨로페즈와 로버트 로페즈가 맡았다.

## 제작
2013년 애니메이션 영화 《겨울왕국》의 노래를 쓴 앤더슨로페즈와 로페즈는 속편 《겨울왕국 2》에도 참여하였다. 크리스 벅, 제니퍼 리, 마크 E. 스미스와 함께 스토리를 일구는데 도움을 주기도 했다.

## 차트

### 이디나 멘젤 버전
| 차트 (2019)                     | 최고 순위 |
| ------------------------------- | --------- |
| 캐나다 (캐나디안 핫 100)        | 62        |
| 아일랜드 (IRMA)                 | 43        |
| 일본 (재팬 핫 100)              | 41        |
| 스코틀랜드 (오피셜 차트 컴퍼니) | 12        |
| 대한민국 (가온)                 | 5         |
| 영국 싱글 (오피셜 차트 컴퍼니)  | 36        |
| 미국 빌보드 핫 100              | 55        |
| US 키드 디지털 송 (빌보드)      | 1         |

### 패닉! 앳 더 디스코 버전
| 차트 (2019)                     | 최고 순위 |
| ------------------------------- | --------- |
| 아일랜드 (IRMA)                 | 88        |
| 일본 (재팬 핫 100)              | 47        |
| 스코틀랜드 (오피셜 차트 컴퍼니) | 33        |
| 대한민국 (가온)                 | 123       |
| 영국 싱글 (오피셜 차트 컴퍼니)  | 74        |
| 미국 빌보드 핫 100              | 98        |
| US 키드 디지털 송 (빌보드)      | 1         |

## 인증
| 국가                               | 인증        | 판매량/출하량 |
| ---------------------------------- | ----------- | ------------- |
| 캐나다 (뮤직 캐나다)               | 플래티넘    | 80,000        |
| 영국 (BPI)                         | 플래티넘    | 600,000       |
| 미국 (RIAA)                        | 3× 플래티넘 | 3,000,000     |
| 판매량+스트리밍을 기반으로 한 인증 |             |               |

## 같이 보기
- 겨울왕국 2 (사운드트랙)